# John Morton (bíboros)
John Morton (Bere Regis, 1420 – Knole House, 1500. szeptember 15.) angol katolikus érsek, lordkancellár és bíboros.

## Élete
Dorsetben született, az oxfordi Balliol College-ban tanult. 1477 februárjában IV. Eduárd angol király Sir John Donne-nal együtt nagykövetnek küldte a francia udvarba. Eduárd király 1479. augusztus 8-án Ely püspökévé jelölte, majd a következő év január 31-én szentelték fel. Az 1485-ös dinasztikus változás után VII. Henrik 1486. október 6-án Canterbury érsekévé jelölte, és a következő évben lordkancellárrá nevezte ki. 1493-ban VI. Sándor pápa nevezte ki a római Sant’Anastasia al Palatino címzetes bíborosává. Ő építtette fel a régi Hatfield-palotát, ahol a leendő angol királynő, I. Erzsébet gyermekkorának nagy részét töltötte.

Mivel Morton lordkancellárt megbízták a IV. Eduárd által tönkretett királyi birtokok helyreállításával. VII. Henrik angol király uralkodásának végére az utóbbi takarékossága és Morton fiskális politikája, amelyet Edmund Dudley és Richard Empson valósított meg, ismét helyreállította a kincstárat. Morton egy későbbi „Morton villája” néven ismert maxima szerzője volt:
 Ha az illető szemlátomást takarékosan él, akkor elmondja neki, hogy ügyesen megspórolt annyi pénzt, hogy megengedje magának, hogy nagylelkű legyen a király iránt. Ha viszont az alattvaló költekező módon és fényűzően él, mondd meg neki, hogy mivel gazdagsága olyan nyilvánvaló, megengedheti magának, hogy sokat adjon a királynak.
Az irodalom és a művészet mecénása és szerelmese, Morton megengedte az őt finanszírozó Morus Tamásnak, hogy tanulmányait a Oxfordi Egyetemen végezze, Morus pedig megemlítette fő művében, az Utópiában.
Halála után végrendelete szerint a canterburyi székesegyház Szűz Mária-kápolnájában temették el, ennek kriptájában pedig kenotáfiumot állítottak fel angyalokkal díszített képmásával, a bíborosi kalappal és a MOR feliratú hordódongákkal (családnevén szójáték: Mor-ton).

## Püspöki genealógia és apostoli utódlás
A püspöki genealógia:
- Vital du Four bíboros
- John de Stratford érsek
- William Edington püspök
- Simon Sudbury érsek
- Thomas Brantingham püspök
- Robert Braybrooke püspök
- Roger Walden érsek
- Henry Beaufort bíboros
- Thomas Bourchier bíboros
- John Morton érsek

Apostoli utódlása:
- Robert Morton püspök (1487)
- Richard Fox püspök (1487)
- Richard Hill püspök (1489)
- Oliver King püspök (1493)
- William Smyth püspök (1493)
- Thomas Savage érsek (1493)
- John Blythe püspök (1494)
- Henry Deane érsek (1495)
- Richard FitzJames püspök (1497)
- Miles Salley püspök, OSB (1500)
- David ap Yeworth püspök, O.Cist. (1500)

## Bibliográfia
- English Orders: Whence Obtained (angol nyelven). London: Skeffington
- (angolul) E. B. Fryde–D. E. Greenway–S. Porter–I. Roy: Handbook of British Chronology, 3. jav. kiadást, Cambridge University Press, Cambridge, 1996, ISBN 0-521-56350-X
- Ronny Baier: Morton, John. In: Biographisch-Bibliographisches Kirchenlexikon (BBKL). Band 22, Bautz, Nordhausen 2003, ISBN 3-88309-133-2, Sp. 843–852.

## Fordítás
Ez a szócikk részben vagy egészben  a   John Morton (cardinale) című olasz Wikipédia-szócikk ezen változatának fordításán alapul.  Az eredeti cikk szerkesztőit annak laptörténete sorolja fel. Ez a jelzés csupán a megfogalmazás eredetét és a szerzői jogokat jelzi, nem szolgál a cikkben szereplő információk forrásmegjelöléseként.